# Los Amates, Guatemala
Los Amates är en ort i Guatemala.   Den ligger i kommunen Municipio de Los Amates och departementet Departamento de Izabal, i den östra delen av landet, 170 km öster om huvudstaden Guatemala City. Los Amates ligger 83 meter över havet och antalet invånare är 3 417.
Terrängen runt Los Amates är varierad. Runt Los Amates är det ganska glesbefolkat, med 36 invånare per kvadratkilometer. Det finns inga andra samhällen i närheten. Omgivningarna runt Los Amates är en mosaik av jordbruksmark och naturlig växtlighet.